# Phaeoses lithacma
Phaeoses lithacma är en fjärilsart som beskrevs av Edward Meyrick 1921. Phaeoses lithacma ingår i släktet Phaeoses och familjen äkta malar.
Artens utbredningsområde är Zimbabwe. Inga underarter finns listade i Catalogue of Life.